# Mourecotelles sicheli
Mourecotelles sicheli är en biart som först beskrevs av Joseph Vachal 1909.  Mourecotelles sicheli ingår i släktet Mourecotelles och familjen korttungebin. Inga underarter finns listade i Catalogue of Life.